# 瑪麗雙邊魚
瑪麗雙邊魚為輻鰭魚綱鱸形目鱸亞目雙邊魚科的其中一個種，分布於澳洲東部的淡水和半淡鹹水水域，體長可達10公分，生活在河口、溪流、沼澤，屬肉食性。